# Giorgio Morandi
Giorgio Morandi (Bologna, 1890. július 20. – Bologna, 1964. június 18.) olasz festő. A tárgycsendélet mestere és az olasz Novecento jeles képviselője.

## Élete
1890-ben született Bolognában. Apja kereskedő volt, nyolc gyermeket nevelt. Giorgio, iskolái elvégzése után apja üzletében dolgozott, de festő akart lenni. 1907-től 1913-ig a helyi szépművészeti akadémián tanult, rajztanári képesítést szerzett. Nem lemondva művészi ambícióiról, tanári állást vállalt egy elemi iskolában, később főiskolán, és egészen nyugdíjazásáig ott dolgozott. Határozott elképzelése volt arról, hogy a nyugodt festéshez biztos anyagi háttér szükséges, nem akart a festészet piacától függeni.
Tanulmányozta a régi mestereket, Giotto, Masaccio és Uccello alkotásai lenyűgözték, míg Michelangelo művészete nem érintette meg. Már ekkor érezhető volt, hogy a statikusabb jellegű kompozíciók érdeklik. Megismerkedett a modern képzőművészeti irányzatokkal is, noha sajátos körülmények között: az impresszionista festményeket például egy fekete-fehér képekkel illusztrált könyvből ismerte meg. Seurat, Picasso és Braque műveit elismerte, de az igazi és maradandó élményt Cezanne nyújtotta számára. Első fennmaradt képeit (például az 1911-es Tájat) kifejezetten Cézanne stílusában festette, és ez a hatás tulajdonképpen élete végéig felfedezhető műveiben.
Az 1900-as évek első évtizede amolyan állóvíznek volt tekinthető az olasz képzőművészetben. Ezen a mozdulatlanságon akart változtatni a futurizmus, amely 1909-ben hirdette meg mozgalmát, amely érdekelni kezdte Morandit is, és lelkesítőleg hatott rá. Igaz, természetétől idegen volt a hangos lázadás, mégis rokonszenvezett eszméikkel. Egyik római kiállításukon megismerkedett a mozgalom vezető alakjaival, Boccionival és Carràval. Futurista műveket is festett, de ezek zömmel csendéletek voltak, ami sajátos ellentmondás: mozdulatlan tárgyak kontra mozgás (a mozgás a futurizmus egyik alapeszméje). Nem is lesz tartós ez az érdeklődés, és végül nem is hagy nyomot művészetén. Ugyanakkor Matisse művészete is érdekelni kezdi, néhány képén fel is ismerhető ez a hatás (például Fürdőzők, 1915).
Az első világháború idején behívták katonának, de még a kiképzés során megbetegedett, ezért leszerelték. Állapotának is betudható, hogy meghasonlott addigi próbálkozásaiban, leszámolt a futurizmussal, és levakarta régi vásznait (azért is persze, mert nem volt pénze újakat venni). Csendes magányában, Tolè di Vergato faluban, ahova visszavonult, csendéleteket kezdett festeni. „Modelljei” a körülötte fellelhető tárgyak: palackok, vázák, locsolókannák, tányérok, dobozok voltak. Különböző alakzatokba rendezte egy asztalkán, és igen visszafogott, szürkés-zöldes-okkeres, máskor párás rózsaszínes-szürkés színekkel festette meg őket. Színvilágára mindenképpen a visszafogottság jellemző, már ekkor, a gyógyulása időszakában is, és ez a jellegzetesség művészi pályafutása későbbi időszakában visszatér, sőt fokozottabban lesz jelen.
Életművét áttekintve némileg meglepő lehet az 1918-ban induló korszaka, amikor De Chirico és Carrà metafizikus stílusának felfedezése nyomán, abban festi képeket. A metafizika a futurizmus ellentettje: a futurizmus a mozgást hirdette, a metafizikus stílus a mozdulatlanságot. Ezt a stílust is a maga képére formálja azonban: képeiről hiányzik a De Chiricónál többnyire megtalálható üres városképi háttér, és nem töri, módosítja a tárgyakat úgy, mint Carrà. Ez a korszaka sem tartott sokáig, hamarosan visszatért saját útjára: csendéleteket festett közönséges tárgyakból, miközben újra felfedezte Cézanne-t, és képei színesebbek lettek. A tárgyszerű csendéleteken természeti tárgyakat is ábrázolt (pl. tengeri kagylót), és még virágcsendéleteket is festett. Nemsokára tájképekkel is megpróbálkozott, ám ezek az alkotásai is amolyan „csendéletesek”, viszonylag keveset mutatnak a természeti tájból. 
Az 1930-as évektől ismét megszaporodtak „régi” tárgyas csendéletei, csendes, szinte remetei magányban alkotott. Képeinek színvilága a második világháborút követő években egyre sápadtabbá vált, fehérre alapozott színárnyalatokkal formálta katonás rendbe szervezett palackjait, dobozait, vázáit.
Művészete élete végéig fejlődött, járta a maga törvényszerű útját. A fel-feltűnő, többnyire rövid életű irányzatok legfeljebb csak érintették, de jelentősebben nem befolyásolták művészete alakulását. Élete vége felé egyre jobban meg- és elismerték, kitüntetésekkel, díjakkal, akadémiai tagságokkal halmozták el. 1964-ben hunyt el.